# Дарси, Анри
Анри Филибер Гаспар Дарси (фр. Henry Philibert Gaspard Darcy, 10 июня 1803, Дижон, — 2 января 1858, Париж) — французский инженер-гидравлик, обосновавший закон Дарси (1856), связывающий скорость фильтрации жидкости в пористой среде с градиентом давления:
«По-видимому, для песка одного качества, пропускаемый им расход прямо пропорционален напору и обратно пропорционален толщине фильтрующего слоя (грунта)».
Именем Дарси названа единица измерения проницаемости пористой среды.
Под руководством Дарси в г. Дижоне была создана первая в Европе система городских очистных сооружений с различными фильтрационными засыпками. Это настолько изменило город в лучшую сторону, что уже на следующий день после смерти Дарси от пневмонии главной площади города было присвоено его имя.

## Биография и научная деятельность
Получил известность сначала постройкой образцового водопровода в своем родном городе Дижон, за что в его честь была выбита медаль. После 1848 года Дарси был призван в Париж на должность главного инженера гидравлических и мостовых работ. Здесь он предался начатому им ещё в Дижоне изучению законов движения воды в водопроводных трубах и для этого произвел многочисленные опыты.
Результаты его трудов имели большое влияние на усовершенствование науки о движении воды. Исследования эти изложены в его соч. «Recherches expérimentales relatives au mouvement de l’eau dans les tuyaux» (П., 1857). До появления этого труда Д. инженеры пользовались единственно формулами Прони, которые основаны на небольшом числе опытов и произведены большей частью над трубами диаметром не более двух дюймов. Д. доказал, в противоположность господствовавшему мнению, что диаметр трубы, как и большая или меньшая гладкость её стенок, имеет чувствительное влияние на скорость протекающей по ней жидкости. В последнее время своей жизни Д. трудился над исследованием законов движения воды в открытых каналах. Опыты дали полезные выводы относительно влияния русла на коэффициенты сопротивления движению воды. Результаты их обнародованы уже после смерти Д. его сотрудником М. Базеном в соч. «Recherches expérimentales sur le mouvement de l’eau dans les canaux découverts», изданном в Париже в 1865 году. Имя Д. связано также с усовершенствованием гидрометрической трубки.